# Provinz (Niederlande)

Die niederländischen Provinzen

Die Provinzen der Niederlande gehen auf alte feudale Einheiten zurück, spätestens seit der Französischen Zeit um 1800 haben sie ihre heutige Bedeutung als Verwaltungseinheiten eines Zentralstaates. Seit dem 1. Januar 1986 gliedern sich die Niederlande in zwölf Provinzen (provincies).
Man teilt die Provinzen oft in vier Gruppen ein:
1. Utrecht, Nord- und Südholland im Westen
2. Zeeland, Nordbrabant und Limburg im Süden
3. Flevoland, Gelderland und Overijssel im Osten
4. Drenthe, Groningen und Friesland im Norden

Die Provinzen wiederum gliedern sich seit dem 1. Januar 2023 in 342 Gemeinden (gemeenten). In der europäischen NUTS-Einteilung entsprechen die Provinzen der Ebene NUTS2. An der Spitze einer Provinz steht ein Commissaris van de Koning (Kommissar des Königs), eingesetzt vom Reichsinnenminister. Der Kommissar sitzt dem Provinzparlament vor, den Provinciale Staten, ebenso der Regierung der Provinz, sie heißt Gedeputeerde Staten.

## Übersicht
| Nr. | Provinz                   | Niederländischer Name        | Hauptstadt       | Größte Stadt | Flagge | Lage | Gemeinden Stand: Januar 2023 | Bevölkerung Stand: 1. Januar 2025 | Bevölkerungsdichte in Einw./km² | Gesamtfläche         |
| --- | ------------------------- | ---------------------------- | ---------------- | ------------ | ------ | ---- | ---------------------------- | --------------------------------- | ------------------------------- | -------------------- |
| 01  | Groningen                 | Groningen                    | Groningen        | Groningen    |        |      | 10                           | 603.256 3,3 %                     | 259                             | 2.955,18 km² 7,11 %  |
| 02  | Friesland                 | Fryslân (bis 1996 Friesland) | Leeuwarden       | Leeuwarden   |        |      | 18                           | 664.234 3,7 %                     | 199                             | 5.753,26 km² 13,85 % |
| 03  | Drenthe                   | Drenthe                      | Assen            | Emmen        |        |      | 12                           | 506.612 2,8 %                     | 192                             | 2.680,39 km² 6,45 %  |
| 04  | Overijssel                | Overijssel                   | Zwolle           | Enschede     |        |      | 25                           | 1.195.792 6,6 %                   | 360                             | 3.420,74 km² 8,23 %  |
| 05  | Gelderland                | Gelderland                   | Arnheim          | Nijmegen     |        |      | 51                           | 2.161.388 12 %                    | 435                             | 5.136,30 km² 12,36 % |
| 06  | Utrecht                   | Utrecht                      | Utrecht          | Utrecht      |        |      | 26                           | 1.408.878 7,8 %                   | 1.017                           | 1.560,05 km² 3,76 %  |
| 07  | Nordholland               | Noord-Holland                | Haarlem          | Amsterdam    |        |      | 44                           | 2.993.088 16,6 %                  | 1.121                           | 4.091,93 km² 9,85 %  |
| 08  | Südholland                | Zuid-Holland                 | Den Haag         | Rotterdam    |        |      | 50                           | 3.862.920 21,4 %                  | 1.372                           | 3.307,86 km² 7,96 %  |
| 09  | Zeeland                   | Zeeland                      | Middelburg       | Terneuzen    |        |      | 13                           | 393.048 2,2 %                     | 220                             | 2.933,44 km² 7,06 %  |
| 10  | Nordbrabant               | Noord-Brabant                | ’s-Hertogenbosch | Eindhoven    |        |      | 56                           | 2.664.364 14,8 %                  | 542                             | 5.082,06 km² 12,23 % |
| 11  | Limburg                   | Limburg                      | Maastricht       | Maastricht   |        |      | 31                           | 1.135.506 6,3 %                   | 528                             | 2.209,85 km² 5,32 %  |
| 12  | Flevoland (neu seit 1986) | Flevoland                    | Lelystad         | Almere       |        |      | 6                            | 456.446 2,5 %                     | 322                             | 2.412,31 km² 5,81 %  |

## Bedeutung

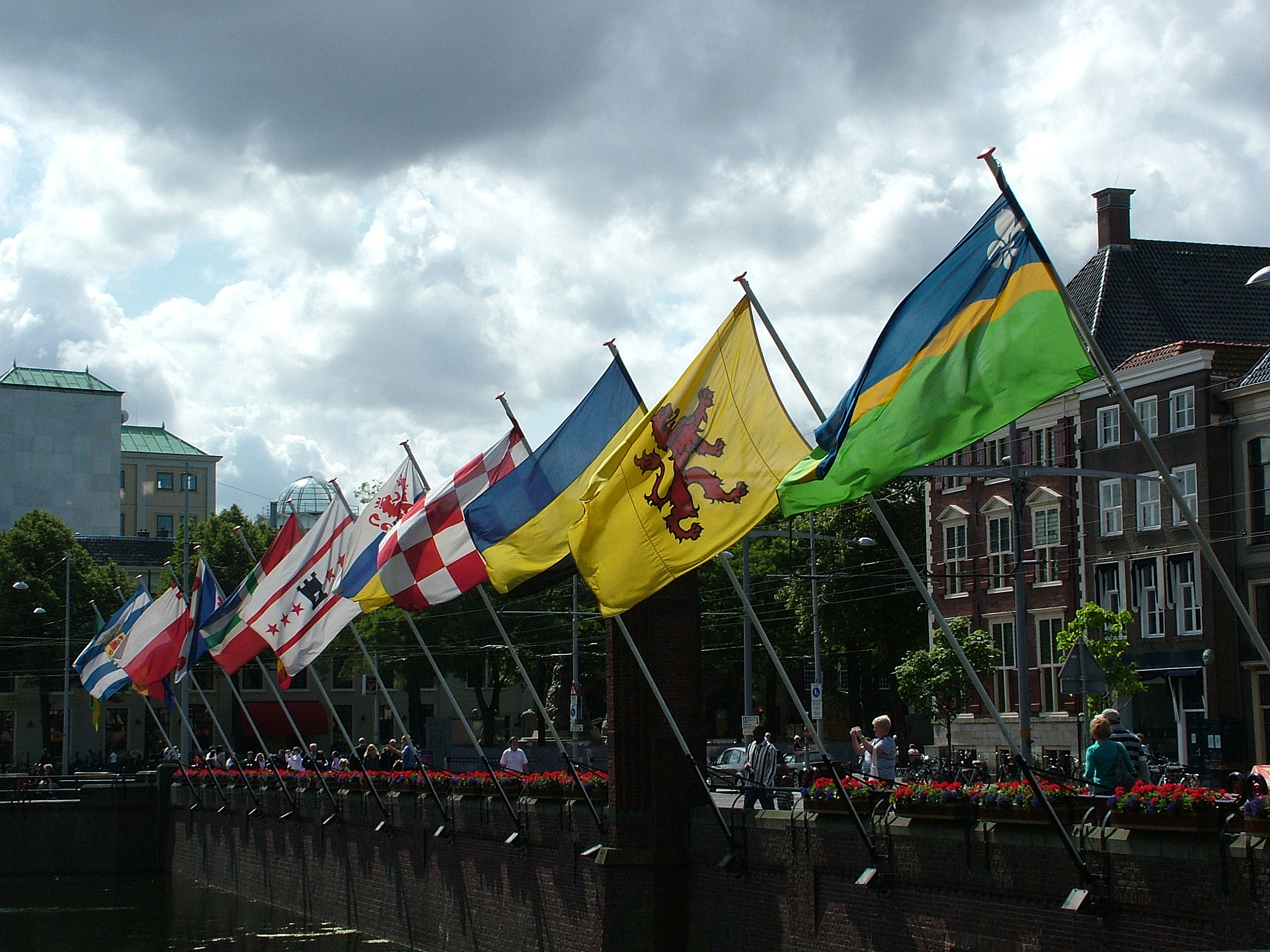
Flaggen der Provinzen am Binnenhof in Den Haag

Die niederländischen Provinzen bilden die Verwaltungsebene zwischen der nationalen Regierung und den Gemeinden. In ihrem Verantwortungsbereich liegen Fragen regionaler Bedeutung. Sie sind vor allem mit Aufgaben der Raumplanung und der Gemeindeaufsicht betraut, daneben mit einem breiten Spektrum von Umwelt, Sozialem und Kultur. Die Rahmenbedingungen werden jedoch recht eng von Ministerien in Den Haag vorgegeben. Der weitaus größte Teil der Einnahmen stammt aus dem nationalen Provinciefonds. Nur die Kraftfahrzeugsteuer darf von den Provinzen selbst bestimmt werden und weist von Provinz zu Provinz durchaus hohe Unterschiede auf.
Die Provinzen sind nicht mit deutschen Bundesländern gleichzusetzen, denn sie haben keine Staatsqualität und dürfen vom niederländischen Innenminister neugeordnet werden. Seit dem 19. Jahrhundert hat sich kaum etwas an der Einteilung geändert. Es gibt allerdings Bestrebungen, die Nordprovinzen zusammenzufassen, Overijssel und Gelderland zu vereinigen oder in der Randstad Stadtprovinzen (beispielsweise Rotterdam) einzurichten. Ein weitergehender Vorschlag der Partei D66 will die Provinzen durch eine Handvoll Landesteile ersetzen. 2012 hat das zweite Kabinett Rutte angekündigt, die zwölf Provinzen langfristig durch fünf Landesteile zu ersetzen.
Das Interesse der Bevölkerung für die Provinzen ist eher gering, was sich auch an der niedrigen Wahlbeteiligung für die Provinciale Staten erkennen lässt (die 60 Prozent von 2011 waren überdurchschnittlich). Die Provinzialstaaten aller Provinzen wählen gemeinsam die Mitglieder der Ersten Kammer des niederländischen Parlaments, die ebenfalls eine weitaus geringere Rolle hat als beispielsweise der deutsche Bundesrat.
Seit 1986 gibt es das Interprovinciaal Overleg (IPO, etwa: Beratschlagung zwischen den Provinzen). Darin hat jede Provinz einen Sitz. Als Zusammenarbeitsorgan behandelt das IPO Themen wie Koalitionsverträge, Einsparungen, Fragen mit Bezug auf Gesetze. Es hat mehrere Dutzend Angestellte und residiert in Den Haag gegenüber dem Gebäude der Vereniging van Nederlandse Gemeenten. Wie dieser Gemeindebund ist das IPO ein eingetragener Verein.
Traditionell galten die drei westlichen Provinzen Nordholland, Südholland und Utrecht (die Randstad) als reich und die übrigen als vergleichsweise ärmer. Heutzutage ist das Bild differenzierter. So haben vor allem Gelderland und Overijssel viel Geld aus dem Verkauf von Energieaktien erhalten.

## Struktur

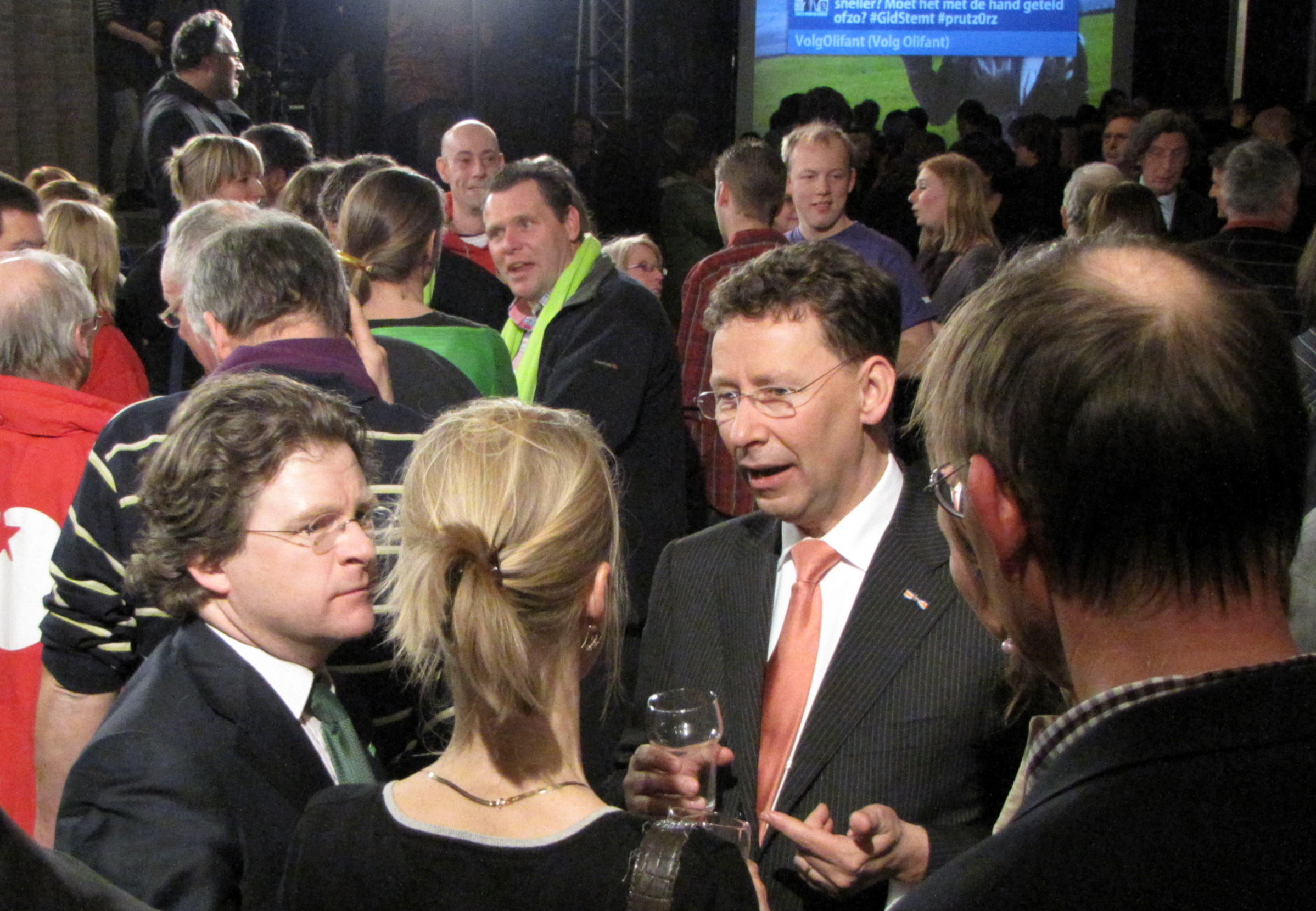
Clemens Cornielje (VVD), damals Kommissar der Königin in Gelderland, am Wahlabend des Provinzparlamentes in Arnheim 2011. Der Commissaris gehört zwar in der Regel einer Partei an, spielt aber im Wahlkampf keine Rolle.

Die Provinciale Staten (abgekürzt Staten oder PS) sind das Parlament der Provinz, das alle vier Jahre gewählt wird, in den Statenverkiezingen. Ursprünglich galt das Provinzparlament als das bestuur (Regierung, Leitung) der Provinz, aus deren Reihen die eigentliche Regierung gebildet wurde: Gedeputeerde Staten (GS). Seit 2003 gilt nur GS als die Regierung. Sie setzt sich zusammen aus:
- den Deputierten, Vertrauten der Mehrheit in den PS, die jeweils eigene Aufgabenbereiche einander zuweisen,
- dem Commissaris van de Koning – dem vom Innenminister eingesetzten königlichen Kommissar, der den Vorsitz in den Gedeputeerde Staten hat.

Beispielsweise in Friesland ist der Commissaris von der Partei VVD, daneben gibt es im College fünf Deputierten, zwei vom CDA, zwei von der PvdA und einer von der „ChristenUnie“. Einer der Gedeputeerden ist gleichzeitig loco-commissaris, eine Art (demokratisch legitimierter) Vertreter des commissaris. GS wird von einem secretaris-directeur unterstützt; in den übrigen Provinzen lautet sein Titel provinciesecretaris.

## Belege
1. ↑  Bevolkingsontwikkeling; regio per maand. In: StatLine. Centraal Bureau voor de Statistiek, 28. Februar 2025, abgerufen am 1. März 2025 (niederländisch).
2. ↑  Regionale kerncijfers Nederland. In: StatLine. CBS, 15. Juni 2023, abgerufen am 3. Juli 2023 (niederländisch).
3. ↑  Edward L. Figee: Het is van tweeën één. Over de ongekende kansen in de samenwerking tussen Gelderland en Overijssel. Een essay over twee eigenstandige buren. Den Haag 2011, S. 74/76.